# Barichara (kommun)
Barichara är en kommun i Colombia.   Den ligger i departementet Santander, i den centrala delen av landet, 240 km norr om huvudstaden Bogotá. Antalet invånare är 7 651.